# 恩基
恩基（Enki，/ˈɛŋki/），又译为恩奇，是苏美神话中的一位水神，后在阿卡德和巴比伦神话中被称为埃亚。他原本是埃利都的守护神，但后来对他的崇拜遍及整个美索不达米亚以及迦南、赫梯、胡里特等民族。他是工艺（gašam）、恶作剧、水、海水、湖水、聪慧（gestú，字面意思“耳朵”）和创造（“Nudimmud”：“Nu”=肖像，“dim mud”=制造啤酒）之神。他与被称为埃亚星群的南方星座带，以及飞马座区域的“AS-IKU”星座有关联，大约从公元前2000年始，他的简称被以数字“40”代之，该数字被称作他“神圣的数字”。与巴比伦纳布（马尔杜克之子）有关联的水星，被认为是恩基。蘇美語的“En”原本是高级祭司的稱號，後來引申有「王」的意思，而 “ki”是「大地」的意思，合起來就是「大地之王」。恩基並非創世神，但卻是文明的創造者，在美索不達米亞眾神中列第三。
祭祀恩基的神廟叫「é-engur-a」（é=房屋，engur=深，a=水，深水之屋）或é-Abzu（冥界之屋）。恩基的主城是埃利都，位於幼發拉底河的濕地，在波斯灣附近。恩基是神聖與文明的力量「麦」（Me）的守護者，同時也是智慧、鍊金術與魔法之神。恩基的代表星是水星，同時也是阿勃祖（Apsu，Ap=Ab=深淵，Apsu 就是冥界）之神（詳見蘇美爾）。恩基的代表符號是一隻山羊和一條魚，後來合成了摩羯座。恩基雖然是水之神，但和阿卡德文化中的太陽與正義之神沙瑪什，以及蘇美的太陽神乌图多有相似之處。
恩基的本性很正直，只把魔法用在助人的用途上，不像伊南娜一類的無賴型神祇總是四處闖禍；他也很善良，對於需要援手的對象，不管是人或神一律一視同仁，連曾經得罪過他的伊南娜求援，他也不吝伸出援手。恩基具備睿智的慈父形象，雖然會懲處製造爭端和屠殺的壞份子，但手段也僅止於避開或是解除對方的武裝而已。好脾氣的恩基，常常以他豐富的幽默感及同情心，安撫暴烈的眾神之王恩利爾。在《伊南娜與恩基》（詳見伊南娜）的故事中，恩基故意測試伊南娜的能耐，讓她有機會帶走神聖的寶藏「麦」（Me），但遭挫敗之後卻未失風度，反而大方認輸，並且加強了埃利都以及烏魯克之間的聯繫，成了加持伊南娜的神。
恩基是美索不達米亞傳統中完美的男性典範，也是受歡迎的神祇。在他身上一切的真善美愛與智慧合而為一。

## 神話故事

### 人類的誕生
在蘇美爾、阿卡德和巴比倫的創世紀中，創世的工作經歷了六個世代的神，創世之末，老一輩的神同時也創造了較為年輕的一代神祇 Anunaki（Anu = 天堂，Na =與，Ki=大地）。第七代之後的神質疑為何要做創造的工作，於是罷工。
在巴比倫史詩《埃努玛·埃利什》中，深淵王阿勃祖痛恨後代的怠惰罪惡，決定要放洪水將所有創造物毀壞，但身為孫子的恩基卻將深淵王關在地底，避免了這場浩劫，深淵王阿勃祖後來在監禁中死去，成為日後的冥界。金固（Kingu，巴比倫的「黑暗之神」，阿普斯之子）把這個消息告訴了母親提阿玛特（Tiamat，Ti=生命，Ama=母親，意即「生命之母」）。提阿玛特是混沌時期即存在的古老雌龍，同時也是萬物的祖母，鹹水（Lachmu）與淡水（Lachamu）的母親。提阿玛特知道阿勃祖的死訊之後，便與兒子金固結婚，帶領巨人軍團為阿普斯報仇。
眾神十分懼怕，但恩利爾以銳利的風之箭切開了提阿玛特的喉嚨，將她撕裂成兩半，上半部成了天空、下半部成了陸地、體液成了雲，而眼淚變成了兩河流域的支柱──底格里斯河與幼發拉底河。金固的血液，被馬爾杜克（恩基的兒子，生於深淵）做成第一代的人類。巴比倫史詩中，恩利爾的角色後來多為恩基之子马尔杜克所取代。
不過眾神罷工的問題依然沒有解決，要如何繼續創造的工作呢？恩基提議讓眾神製作人類，讓人類代替神祇繼續創造的工作，眾神同意了。於是，馬杜克用紅土混合提阿玛特的紅色血液捏成形（另有一說是用金固之血），再由恩基吹入空氣，人類就此誕生。從此人類就肩負著保持自然平衡以及秩序的任務。

### 恩基與阿達帕
關於阿達帕的故事，很多其他傳統裡都有類似的主題：人類原本和神一樣具有永生，或是有機會得到永生，卻因為某些原因而喪失了這個機會。阿達帕是埃利都城的第一個國王，另一個姓名是阿勃加魯（Abgallu，Ab=水，Gal=大，Lu=人，即「水之英雄」）。阿達帕因為折斷南風女神宁利爾（Ninlil，Nin=小姐，Lil=空氣，安努的女兒、恩利爾的妻子）的翅膀，即將受審。阿達帕六神無主，向守護神恩基請示，恩基要他誠心懺悔彌補，但是不要接受任何飲料和食物，因為安努在憤怒之下很可能會賜予他死亡的糧食與飲水。不過正因為阿達帕誠心誠意的懺悔，安努受到了感動，於是賜給他永生的糧食與生命之水。阿達帕記著恩基的話，所以沒有接受，卻也因此而錯失了得到永生的機會。

### 自然的平衡
恩基和宁胡尔萨格生下了一個女兒宁萨儿（Ninsar，sar=綠色）。宁胡尔萨格離開恩基之後，恩基與宁萨儿生下了寧古拉（Ninkurra，kurra=丰饶），之後又和寧古拉生下了烏特图（Uttu，蜘蛛）。當恩基又想要故技重施對烏特图出手時，烏特图對於自己的父親（同時也是祖父及曾祖父）好色之行徑十分痛恨，於是向宁胡尔萨格求救。宁胡尔萨格也對恩基十分不滿，於是答應幫助烏特图，囑咐她遠離河岸以免被恩基攫走。宁胡尔萨格將恩基的精液種在土中，瞬間發芽長出了幾株植物。恩基看見這些植物上結有果實，便摘下來吃，沒想到被宁胡尔萨格下了毒，全身都不舒服。
宁胡尔萨格最後覺得自己做得過火，於是將恩基的「水」（精液）放進自己的體內，並且生出可以治療全身各部位的神祇來治療恩基。最後一位神宁提（Ninti，ti=肋骨，與「生命」同音），恰好和寧荷莎的稱號同音。
這個故事隱喻著，生命是在水與土壤的結合中不斷被創造出來的，植物要能夠結果需要水分。同時，恩基的故事也暗示了維持平衡的重要性，過多或過少都不適宜。在這個故事裡，恩基學到了過度發展的教訓，因而懂得維持平衡，所以恩基同時也是生態之神。

### 大洪水
在蘇美神話中，恩基曾幫助人類逃過大洪水的劫難。阿特拉哈西斯神話中，恩利爾覺得人類太吵，於是放出洪水、乾旱和瘟疫來消滅他們。但是，恩基傳授阿特拉哈西斯灌溉、貯存穀物以及醫藥的知識，人類因此得以存活下來。恩利勒相當生氣，決定祕密召幾位神來放一次巨大的洪水完全滅絕人類，但是還是被恩基知道，並且事先安排烏特納匹什提姆搭船避難，日後便予乌特纳庇什提永生的能力，囑其隱居深山。恩利勒大怒，控告恩基妨礙他的計劃，恩基則向他解釋，為了必須的平衡，不應該完全滅絕無辜的人類，讓剩下來的人類進行節育即可。但是，相對地，如果人類不信神祇而墮落，就可以任憑眾神屠殺。很顯然地這是諾亞方舟類似故事的最早版本。

## 恩基的樣貌

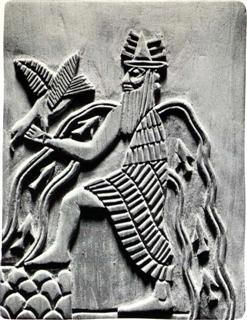
恩基

恩基在浮雕和壁畫上的模樣，肩膀總是掛著兩股水流（底格里斯河與幼發拉底河），裡面時常有魚，身邊則有象徵陰性與陽性的樹木。
埃利都（Eridu，Uru=城市，Idug=美好，「埃利都」就是「美好的城市」）是恩基的主城，也是幼發拉底河畔最古老的城市。由於恩基是「阿普斯」深淵的王，所以發音相近的埃利都也被認為就是「阿普斯」的原型。關於埃利都的確切位置，一般認為一開始很可能在波斯灣畔，因為海口有肥沃淤積壤土。但是至於是早期的位置還是後來的位置才是阿普斯本身，就有不同的說法：有人認為一開始的海口比較接近「深淵」的概念，有人卻認為後來較上游的地帶才是「淡水」區，總之埃利都這個名稱和阿普斯有深切關係。當時的海平面比現在高大約1到1.5公尺，所以在現代地圖中看似為陸地城市的埃利都，其實當時是個港口，有通往狄尔蒙（Dilmun，今巴林島Bahrein）、瑪干（Makan，今阿曼Oman）与美鲁哈（Meluhha，印度河流域）的航班。